# Neba'a Faour
Neba'a Faour, Tell Neba'a Faour o Mashna'et el Faour és un turó arqueològic de poca alçada situat a la vall de la Bekaa, al Líban. Es tracta d'un antic lloc d'hàbitat que va ser ocupat des de finals del VII fins a principis del VI mil·lenni aC. Va ser descobert pels arqueòlegs anglesos Lorraine Copeland i Peter J. Wescombe el 1965 prop de la carretera de Beirut a Damasc, a 8 km de la frontera amb Síria.
El jaciment estava format principalment per terra i còdols sobre un llit rocós de pedra calcària. Presentava una forta erosió després de mil·lennis d'abandonament. Neba'a Faour s'ha suggerit com a jaciment exemple d'una etapa ceràmica que seguiria la del Neolític preceràmic B (PPNB) que s'anomenaria Neolític preceràmic C (PPNC). Alguns jaciments amb presència d'una cultura comparable són Tell Ramad, Labwe i altres a la regió de Biblos.

## Materials recuperats
La major part del material recuperat d'aquest jaciment a cel obert provenia de troballes superficials juntament amb un nucli de 2,1 m a 2,4 m de dipòsits neolítics. Els nivells neolítics van revelar evidències de cimentació de murs de pedra i una sèrie de terres de guix de color crema i calç. Al lloc s'hi va tallar sílex negre, beix o marró, i les eines recuperades inclouen nombrosos rascadors, nuclis per a fulles, puntes de fletxa de Biblos i Amouq, javelines, ascles per a fulles de falç, burins i barrens. Els jaciments libanesos d'aquestes dates solen aportar eines pesades, però aquí només es van recuperar dues destrals de mà. També es va trobar un bol de pedra amb una vora fina perlejada.
Neba'a Faour destaca per les troballes d'un tipus del precursor de la ceràmica d'argila anomenats tècnicament White Ware o Vaisselle Blanche. Aquests útils es feien amb un tipus de guix de calç barrejat amb cendres grises, que en ser cuit es convertia en un material endurit i blanc semblant a la pedra calcària. Els vasos es formaven enrotllant el guix al voltant de cistelles. Es van trobar fragments de grans vasos que es creu que es feien servir com a "sitges portàtils".